# Synaphobranchus
Synaphobranchus is een geslacht van straalvinnige vissen uit de familie van kuilalen (Synaphobranchidae).

## Soorten
- Synaphobranchus affinis Günther, 1877
- Synaphobranchus brevidorsalis Günther, 1887
- Synaphobranchus calvus M. R. S. de Melo, 2007
- Synaphobranchus dolichorhynchus (E. H. M. Lea, 1913)
- Synaphobranchus kaupii J. Y. Johnson, 1862
- Synaphobranchus oregoni Castle, 1960